# 二氧化铁
二氧化铁是一种无机化合物，化学式为FeO2，它存在两种异构体，即激发态的过氧化物Fe(O2)和插入型二氧化物（inserted dioxide）OFeIVO，后者更稳定。OFeO和乙烯在固态氩中反应，可以得到配合物(η2-C2H4)FeO2。
Fe(O2)可由激光蒸发的铁和一氧化二氮反应得到，反应同时会生成FeO，但不会生成OFeO。过氧化物FeIIO2也可通过无水FeCl3和过氧化氢反应得到。五羰基铁和二氧化氮反应，得到FeO(NO2)，它受热分解得到FeO2，研究人员认为它可能是含FeIII的自由基，或FeIV的氧化物。黄铁矿型FeO2可由氧化铁和氧气在76 GPa反应，或氢氧化氧铁在92 GPa下分解制得，通过高压反应得到的FeO2的铁具有+2和+3价。
单层FeO2具窄带隙（~0.6 eV），表现出半导体性质，对比FeS2（~2 eV）为半金属，而FeSe2和FeTe2则具有金属性。

## 拓展阅读
- Bo Gyu Jang, Jin Liu, Qingyang Hu, Kristjan Haule, Ho-Kwang Mao, Wendy L. Mao, Duck Young Kim, Ji Hoon Shim. . Physical Review B. 2019-07-15, 100 (1)  [2022-09-03]. ISSN 2469-9950. doi:10.1103/PhysRevB.100.014418 （英语）.